# Distrikt Ayna
Der Distrikt Ayna liegt in der Provinz La Mar in der Region Ayacucho in Südzentral-Peru. Der Distrikt wurde am 17. Januar 1945 gegründet. Er besitzt eine Fläche von 285 km². Beim Zensus 2017 wurden 10.038 Einwohner gezählt. Im Jahr 1993 lag die Einwohnerzahl bei 8607, im Jahr 2007 bei 10.196. Sitz der Distriktverwaltung ist die am Río Apurímac 610 m hoch gelegene Kleinstadt San Francisco mit 5384 Einwohnern (Stand 2017). San Francisco liegt 48 km nordnordöstlich der Provinzhauptstadt San Miguel. Zu der am gegenüberliegenden Flussufer gelegenen Stadt Kimbiri führt eine Straßenbrücke.

## Geographische Lage
Der Distrikt Ayna liegt in der peruanischen Zentralkordillere im äußersten Norden der Provinz La Mar. Der Distrikt wird im Nordwesten vom Río Piene sowie im Nordosten vom Río Apurímac begrenzt.
Der Distrikt Ayna grenzt im Südosten an den Distrikt Santa Rosa, im Südwesten an den Distrikt Tambo, im Westen und im Nordwesten an die Distrikte Uchuraccay und Sivia (beide in der Provinz Huamanga) sowie im Nordosten an die Distrikte Pichari und Kimbiri (beide in der Provinz La Convención).

## Ortschaften
Neben dem Hauptort gibt es folgende größere Ortschaften im Distrikt:
- Carmen Pampa (261 Einwohner)
- Ccentabamba (392 Einwohner)
- Limonchayocc (251 Einwohner)
- Machente (774 Einwohner)
- Rosario (1158 Einwohner)